# Maackia amurensis
Espèce
Statut de conservation UICN

 LC  : Préoccupation mineure
Maackia amurensis (syn. Cladrastis amurensis), le Maackie de l’Amur, est une espèce de plantes à fleurs de la famille des Fabacées, sous-famille des Faboideae. C'est un arbre originaire de l'est de l'Asie

## Répartition
Découvert par Richard Maack sur les rives du fleuve Amur, c’est le botaniste Maximowicz qui le cultive en 1864 dans le Jardin botanique de Saint-Pétersbourg. C'est de là qu'il fut introduit vers l'Europe Occidentale.

## Habitat
L'espèce aime les sols bien drainés et les endroits ensoleillés mais craint toutefois les sols trop secs.

## Description
C’est un petit arbre à feuillage caduc, à port arrondi légèrement aplati sur le dessus, poussant à une hauteur variant entre 6 et 12 m, avec un tronc bas et droit, dont l’écorce de couleur brun ambré se détache par petites plaques en vieillissant.
Les jeunes pousses grisâtres forment assez vite un entrelacs de branches épineuses.
Les  fruits sont des gousses allongées de 3 à 6 cm de longueur qui arrivent à maturité en automne.

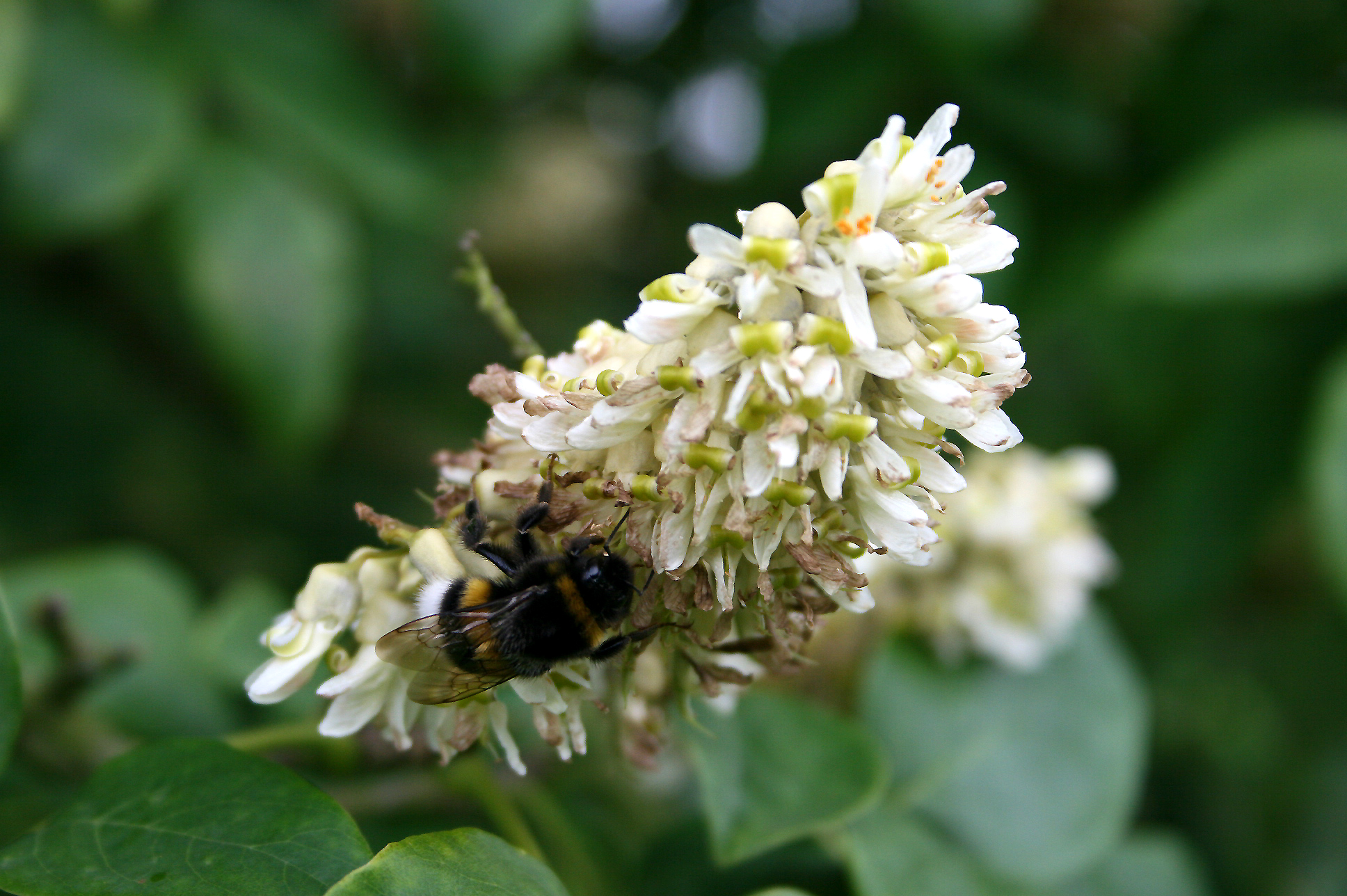
Fleurs du Maackie de l’Amour.

Les feuilles de forme elliptique de 10 à 25 cm de longueur, sont composées, et alternes. Elles ont  de 7 à 11 folioles elliptiques de 4 à 7 cm de long. Elles sont de couleur gris vert avec des nuances de vert jaunâtre sur le dessus.
Les fleurs papilionacées de couleur blanche légèrement verdâtre sont parfumées. Elles ont de 10 à 15 mm de longueur et s’ouvrent au milieu de l’été en racèmes denses et érigés.

## Utilisation
Sa rusticité mais aussi la beauté et le parfum de ses fleurs en font un arbre pouvant être planté en sujet isolé dans les parcs. Il peut être aussi utilisé comme arbre d’alignement le long des routes.